# Магдик, Николай Николаевич
Николай Николаевич Магдик (1907—1941) — капитан Рабоче-крестьянской Красной Армии, участник Советско-финской и Великой Отечественной войн, Герой Советского Союза (1940), лишён звания в 1941 году. Погиб на фронте.

## Биография
Николай Магдик родился 9 мая 1907 года в Киеве.
После окончания пяти классов школы работал на заводе формовщиком.
С 1923 года на службе в рядах Рабоче-крестьянской Красной Армии. Служил помощником шофёра в автобронетанковом батальоне до 1925 года. В 1931 году Магдик окончил артиллерийскую школу в Киеве. Проходил службу на командных должностях в Ленинградском военном округе. Принимал участие в советско-финской войне 1939—1940 годов на должности командира дивизиона 79-го корпусного артиллерийского полка.
21 марта 1940 года Указом Президиума Верховного Совета СССР за «мужество и героизм, проявленные в боях» капитан Магдик был удостоен высокого звания Героя Советского Союза с вручением ордена Ленина и медали «Золотая Звезда» за номером 399. В августе 1940 года Магдик был назначен на должность командира артиллерийского дивизиона 101-го гаубичного артиллерийского полка в Ленинградском военном округе. В декабре 1940 года, находясь в отпуске, учинил пьяный дебош в пивной, по окончании отпуска в часть не прибыл, продолжал пьянствовать в Ленинграде. 30 декабря получил приказ вернуться в часть, но его не выполнил. 25 января 1941 года был задержан. 19 февраля 1941 года трибуналом Ленинградского военного округа осуждён по ст. 74 ч. 2 (злостное хулиганство), ст. 113 (дискредитирование власти) и ст. 193-10 (неявка в срок на воинскую службу) УК РСФСР на 6 лет лишения свободы. 20 мая 1941 года Указом Президиума Верховного Совета СССР Магдик был лишён звания Героя Советского Союза и всех наград — ордена Ленина и медали «За отвагу». За военные заслуги срок снижен до 4 лет.
Принимал участие в Великой Отечественной войне на должности командира артиллерийского дивизиона сводного артиллерийского полка 14-й истребительно-противотанковой бригады. Принимал участие в обороне Ленинграда в 1941 году. 13 сентября 1941 года погиб в селе Сосновка (ныне — район Санкт-Петербурга Сосновая Поляна).
Похоронен в Ленинграде на территории микрорайона Форель (Кировский жилгородок), на Чесменском кладбище установлен кенотаф.